# Big Dada
Big Dada est un label discographique indépendant britannique de hip-hop et musique électronique, basé à Londres, en Angleterre. Il est fondé par Will Ashon en 1997, dans le but de fournir une plate-forme au hip-hop anticonformiste et inclassable, peu suivi des médias généralistes ou du grand public. Big Dada est la subdivision du label Ninja Tune Records. 
Le label présente des groupes et artistes tels que New Flesh (For Old), Lotek Hi-Fi, TTC ou Gamma, les poètes américains Mike Ladd ou Saul Williams, les monstres sacrés tels que MF DOOM (et son King Geedorah), Abstract Rude et Busdriver (du collectif Project Blowed), les iconoclastes de cLOUDDEAD du collectif anticon., ou les innovations des Infinite Livez vs. Stade.

## Histoire
La première publication de Big Dada est le single Misanthropic d'Alpha Prhyme, une collaboration entre Luke Vibert et Juice Aleem en 1997. Les années suivantes, le label compte 150 publications et est particulièrement acclamé par la presse spécialisée, décrit par l'Observer Music Monthly comme « l'ultime label de hip-hop underground. »
En 2007, Big Dada publie la compilation Well Deep pour célébrer son dixième anniversaire. Le New Musical Express explique que le label « n'est pas seulement une plateforme pour l'urban underground britannique [...] Big Dada a toujours une longueur d'avance. » Comme le suggère cette critique, Big Dada n'est pas exclusivement destiné aux artistes britanniques. Il collabore également avec des artistes américains comme Bigg Jus, Busdriver, Mike Ladd et le groupe français TTC. Le label s'est également occupé de publier les premiers albums de Diplo et Spank Rock, ainsi que l'album comeback de la légende de grime Wiley.
Le 8 septembre 2009, le membre de Big Dada Speech Debelle remporte le Barclaycard Mercury Prize pour son premier album Speech Therapy produite par Wayne Lotek. Il s'agit de la troisième nomination du label, après Run Come Same Me de Roots Manuva en 2002, et Upwards du rappeur Ty en 2003.  Moins de deux mois plus tard, Speech Debelle annonce son départ du label, à cause des faibles ventes de Speech Therapy. Roots Manuva, signe un nouveau contrat avec le label en 2011.
En 2021, Big Dada est relancé « en tant que label géré par des Noirs, des POC et des membres de minorités ethniques pour des artistes noirs, POC et membres de minorités ethniques ».

## Membres
- Kate Tempest
- Congo Natty
- Stiky
- Young Fathers
- Run the Jewels
- Tre Mission
- Cell Broco
- Roots Manuva
- Vision
- Two Fingers
- Speech Debelle
- Dobie
- Offshore
- Jammer
- Dels
- Bang on
- Juice aleem
- Elan Tamara
- Infesticons
- Paris Suit Yourself
- Tavius Beck
- Thunderheist
- Antipop Consortium
- Xrabit + Dmg$
- K-The-I???
- Diplo
- Infinite Livez
- TTC
- New Flesh
- Spank Rock
- Cadence Weapon
- NMS
- Ty
- Lotek Hi-Fi
- King Geedorah
- Part 2
- Busdriver
- cLOUDDEAD
- The Majesticons
- Gamma